# بورویا کوشچیلنا
بورویا کوشچیلنا (به لهستانی:  Boruja Kościelna) یک روستا در لهستان است که در گمینا نوو تومشل واقع شده‌است. بورویا کوشچیلنا ۹۴۷ نفر جمعیت دارد.